# Monte Cristo sandwich
Il Monte Cristo sandwich, anche riportato con la grafia Montecristo sandwich, è un panino statunitense a base di prosciutto, formaggio, maionese e senape che viene ricoperto di uova o pastella prima di venire fritto.

## Storia
Il Monte Cristo sandwich è una rielaborazione del croque-monsieur francese della quale vennero pubblicate svariate ricette tra gli anni trenta e quaranta. Tuttavia, tali preparazioni non prendevano il nome di Monte Cristo sandwich, bensì di French sandwich, toasted ham sandwich e French toasted cheese sandwich. Si pensa che il Monte Cristo sandwich divenne famoso a partire dagli anni sessanta, dapprima nel sud della California e poi nel resto degli USA, quando il Blue Bayou Restaurant di Disneyland iniziò a servirlo al pubblico. Oggi il panino viene mangiato a colazione o durante i brunch. Dal 2015 si celebra, il 17 settembre di ogni anno, il National Monte Cristo Day.

## Descrizione
Gli ingredienti alla base del Monte Cristo sandwich sono il prosciutto cotto, il formaggio, la maionese e la senape. Tuttavia l'alimento può anche contenere ingredienti aggiuntivi o sostitutivi come il tacchino, lo zucchero a velo, lo sciroppo d'acero o delle conserve (tipica è la confettura di fragole). Solitamente il sandwich viene impastellato o ricoperto di uova prima di venire fritto nell'olio da cottura o in padella.